# Referencia islámica argelina
La referencia islámica argelina es el marco fundamentalista y legal para la práctica de la religión del Islam en Argelia dentro del Sunnismo bajo la tutela del Ministerio de Asuntos Religiosos y Dotaciones.

## Elementos de referencia

### Sunismo
Argelia pertenece al mundo sunita que es la comunidad islámica a la que pertenecen la gran mayoría de los musulmanes.
Las fuentes de su jurisprudencia islámica sunita son el Corán y la Sunnah de Mahoma en los hadices que se le atribuyen.

### Ashariyyah
Argelia se basa en su aqidah musulmana en Ashariyyah, que es una escuela teológica del Islam, fundada por Al-Ash'ari (873-935).

### Malikismo
Argelia adopta el malikismo, que es uno de los cuatro Madhhabs de la ley musulmana sunita, basado en la enseñanza del Imam Malik ibn Anas (711-795).

### Sufismo
El Sufismo se enseña y practica en más de 1.600 zawiyas en Argelia.

### Recitación del Corán
La Tilawa del Corán en las mezquitas argelinas se lleva a cabo de acuerdo con la recitación Warsh en el Salah, el Hizb Rateb y el Salka.